# Pseudonemesia
Pseudonemesia är ett släkte av spindlar. Pseudonemesia ingår i familjen Microstigmatidae.
Kladogram enligt Catalogue of Life:
| Pseudonemesia | \| \| Pseudonemesia kochalkai \| \| \| \| \| \| Pseudonemesia parva \| \| \| \| |
|               | \| \| Pseudonemesia kochalkai \| \| \| \| \| \| Pseudonemesia parva \| \| \| \| |
|               | Envia                                                                           |
|               |                                                                                 |
|               | Micromygale                                                                     |
|               |                                                                                 |
|               | Microstigmata                                                                   |
|               |                                                                                 |
|               | Ministigmata                                                                    |
|               |                                                                                 |
|               | Spelocteniza                                                                    |
|               |                                                                                 |
|               | Xenonemesia                                                                     |
|               |                                                                                 |
|               | Pseudonemesia kochalkai                                                         |
|               |                                                                                 |
|               | Pseudonemesia parva                                                             |
|               |                                                                                 |

|  | Pseudonemesia kochalkai |
|  |                         |
|  | Pseudonemesia parva     |
|  |                         |